# Fritz Brase
Fritz Brase, eigentlich Friedrich Wilhelm Anton, (* 4. Mai 1875 in Egestorf; † 2. Dezember 1940 in Dublin) war ein deutscher Musiker, Kapellmeister und Komponist.
Brase studierte von 1892 bis 1893 und erneut von 1898 bis 1899 am Leipziger Konservatorium. Dort erhielt er u. a. Unterricht von Oscar Paul und Paul Homeyer. Nach seiner Ausbildung in Leipzig studierte er an der Hochschule für Musik in Berlin. Er war Schüler von Max Bruch.
1906 wurde er Stabshoboist und Musikmeister (mit Dienstrang Leutnant) beim 13. Infanterie-Regiment in Münster. Von 1911 bis 1919 war er Musikdirektor beim preußischen Garde-Grenadier-Regiment Nr. 1 in Berlin. Nach dem Ersten Weltkrieg ist er Mitglied der Berliner Philharmoniker gewesen. Im Jahr 1923 wurde er vom irischen General Richard Mulcahy nach Irland eingeladen, um ein Militärmusikkorps zu gründen. Er wurde zum irischen Oberst und Inspizienten der irischen Militärmusik ernannt. Er hat in dieser Eigenschaft auch die irische Militär-Musikschule in Curragh Camp geleitet. Zudem war er Dirigent der Dublin Philharmonic Society. Wegen gesundheitlicher Probleme ging er am 30. Dezember 1940 in den Ruhestand.
Zum 1. April 1932 trat Brase der NSDAP bei (Mitgliedsnummer 859.711). Er gründete einen Stützpunkt der NSDAP in Dublin.
Fritz Brase ist auf dem Mount Jerome Friedhof in Dublin mit musikalischer Begleitung von der Nr. 1 Irish Army Band beigesetzt worden.

## Belege
1. 1 2  Hochschule für Musik und Theater Felix Mendelssohn Bartholdy Leipzig, Archiv, A, I.1, 6026 (Studienunterlagen)
2. 1 2 3 4  Fred K. Prieberg: Handbuch Deutsche Musiker 1933-1945. 2. Auflage. Selbstverlag, Auprès de Zombry 2009, ISBN 978-3-00-037705-1, S. 735 (archive.org [PDF]).
3. ↑  Bundesarchiv R 9361-IX KARTEI/4190487
4. ↑  Fritz Brase: Ireland's Prussian Bandmaster. Brandenburg Historica, 20. Januar 2016, abgerufen am 19. März 2017 (englisch).

| Personendaten    | Personendaten                                  |
| ---------------- | ---------------------------------------------- |
| NAME             | Brase, Fritz                                   |
| ALTERNATIVNAMEN  | Anton, Friedrich Wilhelm (wirklicher Name)     |
| KURZBESCHREIBUNG | deutscher Musiker, Kapellmeister und Komponist |
| GEBURTSDATUM     | 4. Mai 1875                                    |
| GEBURTSORT       | Egestorf (Deister)                             |
| STERBEDATUM      | 2. Dezember 1940                               |
| STERBEORT        | Dublin                                         |